# بنو كاكوية
بنو كاكوية سلاسة ملكية شيعية من أصول ديلمية حكمت أصبهان وهمدان في القرن الخامس الهجري، وكانوا عمال البويهيين ثم الغزنويين. في عام 1037، عزز محمد بن رستم دفاعات أصفهان لحمايتها من نهب التركمان الرحل من خراسان. وفي عام 1041، بعد هزيمة الغزنويين على يد السلاجقة في معركة دنداناقان، أخضع السلاجقة جيرانهم بنو كاكوية.
في عام 1050، حاصر طغرل بك مدينة أصفهان، فدافع أهالي أصفهان عن مدينتهم بشجاعة، لكنهم استسلموا أخيرًا بعد عام، وجعلها طغرل عاصمتاً لدولته.

## قائمة الحكام
حسب زامباور:
| الحاكم                                                              | سنة    |
| ------------------------------------------------------------------- | ------ |
| علاء الدولة عضد الدين أبو جعفر محمد بن رستم دشمنزار، ابن كاكويه     | 398 هـ |
| ظهير الدين أبو منصور فرامرز (عامل السلاجقة سنة 438 هـ)              | 433 هـ |
| علاء الدولة أبو كاليجار گرشاسب بن محمد، (همدان ونهاوند توفي 443 هـ) | 443 هـ |
| أبو منصور علي فرامرز (بمدينة يزد حتى 488 هـ)                        | 469 هـ |
| علاء الدولة أبو كاليجار گرشاسب الثاني ، (حتى سنة 513 هـ تقريبا)     | 488 هـ |

## المصدر
1. ↑  الموسوعة العربية الميسرة - المجلد الأول (ط. الثالثة). بيروت: المكتبة العصرية. 1431 هـ / 2010 م. ص. 791. ISBN:9789953525198. مؤرشف من الأصل في 14 مايو 2019. {{استشهاد بكتاب}}: تحقق من التاريخ في: |سنة= (مساعدة)
2. ↑  Bosworth 1968.
3. ↑  المستشرق زامباور (1400 هـ). معجم الأنساب والأسرات الحاكمة في التاريخ الإسلامي. بيروت: دار الرائد العربي - أخرجه زكي محمد حسن بك وحسن احمد محمود وآخرون. ص. 328. {{استشهاد بكتاب}}: تحقق من التاريخ في: |سنة= (مساعدة)